# Gedenksteine in Bredenbeck
Bei den Gedenksteinen in Bredenbeck handelt es sich um sechs denkmalgeschützte Steine in der Ortschaft Bredenbeck der Gemeinde Wennigsen. Es handelt sich vornehmlich um Gedenksteine. Sie sind anerkannte Baudenkmale in der Denkmalliste der unteren Denkmalschutzbehörde der Region Hannover.

## Dreikantiger Stein
Grenzstein. Errichtet 1815 an der Gemarkungsgrenze der Bredenbecker Feldmark zu den Kniggeschen Forsten bei Bredenbeck und Steinkrug. Standort am Waldrand am Rand des Ruheforst Deister.

## Ernst- und Adele-Stein
Der im Bereich des Kalkwerkes stehende Stein wurde anlässlich der Goldenen Hochzeit von Ernst Freiherr Knigge und seiner Frau Adele Gräfin von Bernstorff errichtet. Knigge war Bevollmächtigter der Kalkwerke Ernst Knigge & Co. Bei kommunistischen Unruhen in Endorf am Harz wurde er 1920 ermordet.

## August-Anina-Stein
Aufgestellt zur Erinnerung an die Silberhochzeit von August Freiherr Knigge, und seiner Gemahlin Annina. Inschrift fälschlich Anina.

## Jubiläumsstein
Gedenkstein am Frauenweg. Errichtet von den Freiherren Knigge anlässlich ihrer Ortsansässigkeit 1312–1912.

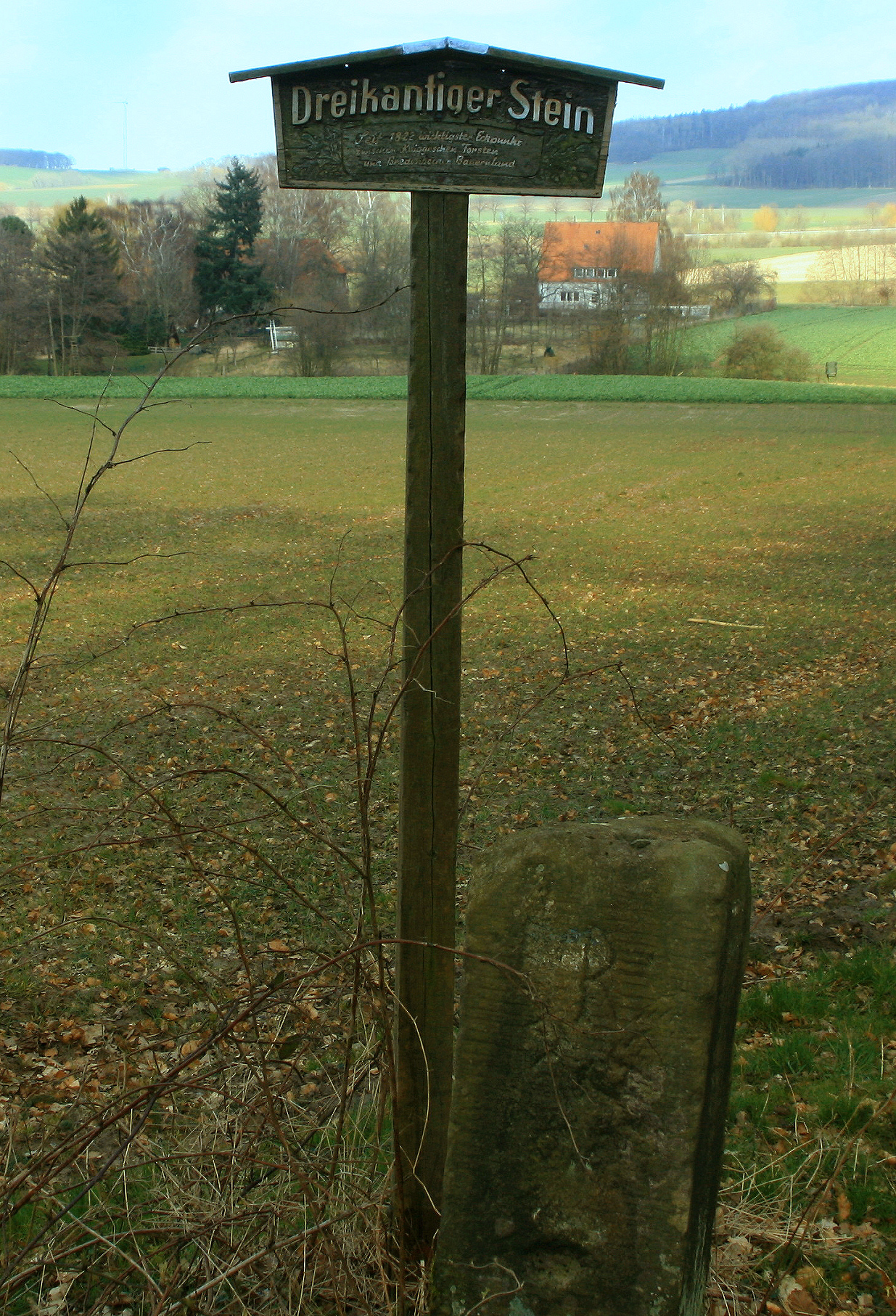
Dreikantiger Stein
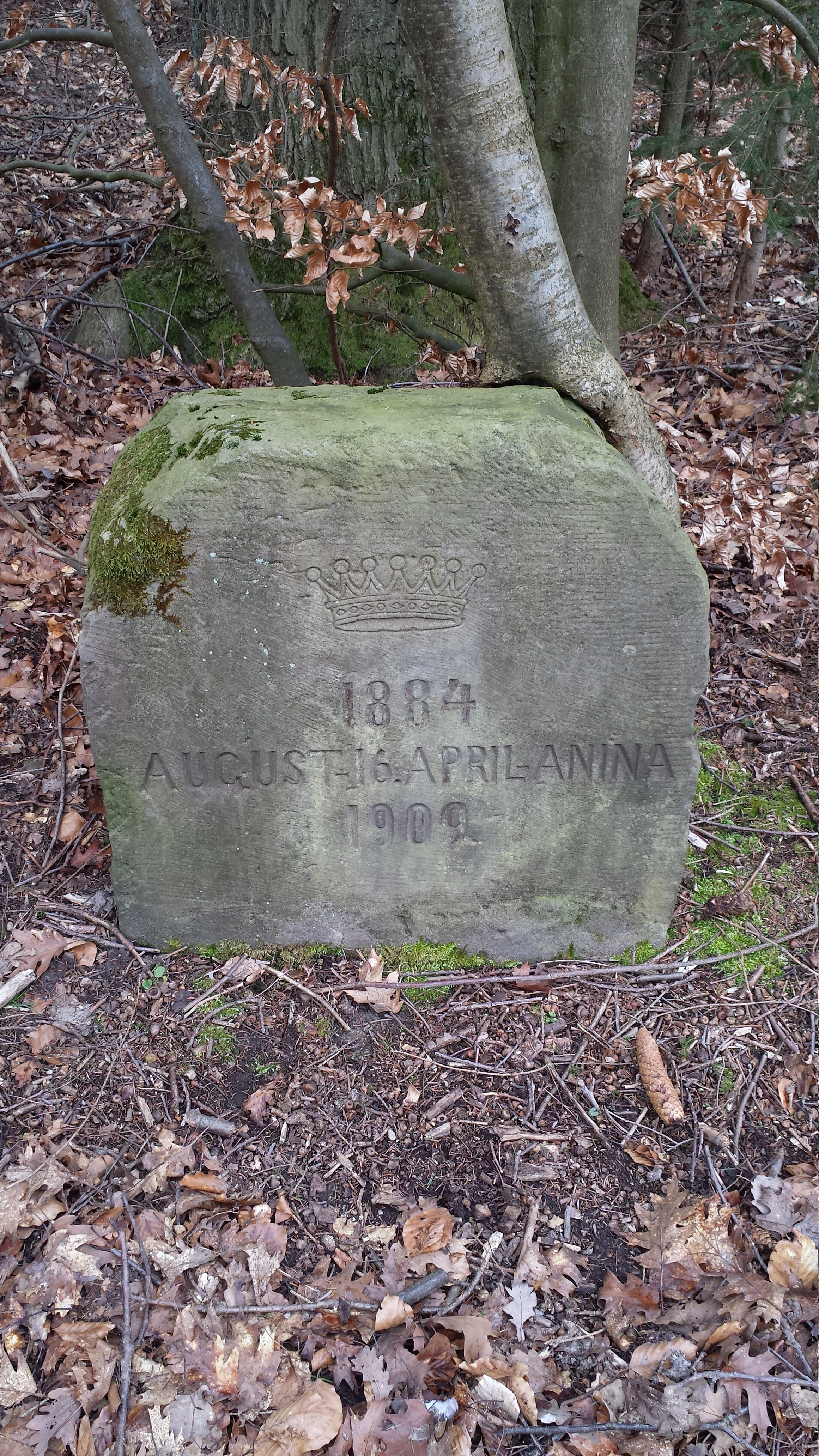
August-Anina-Stein
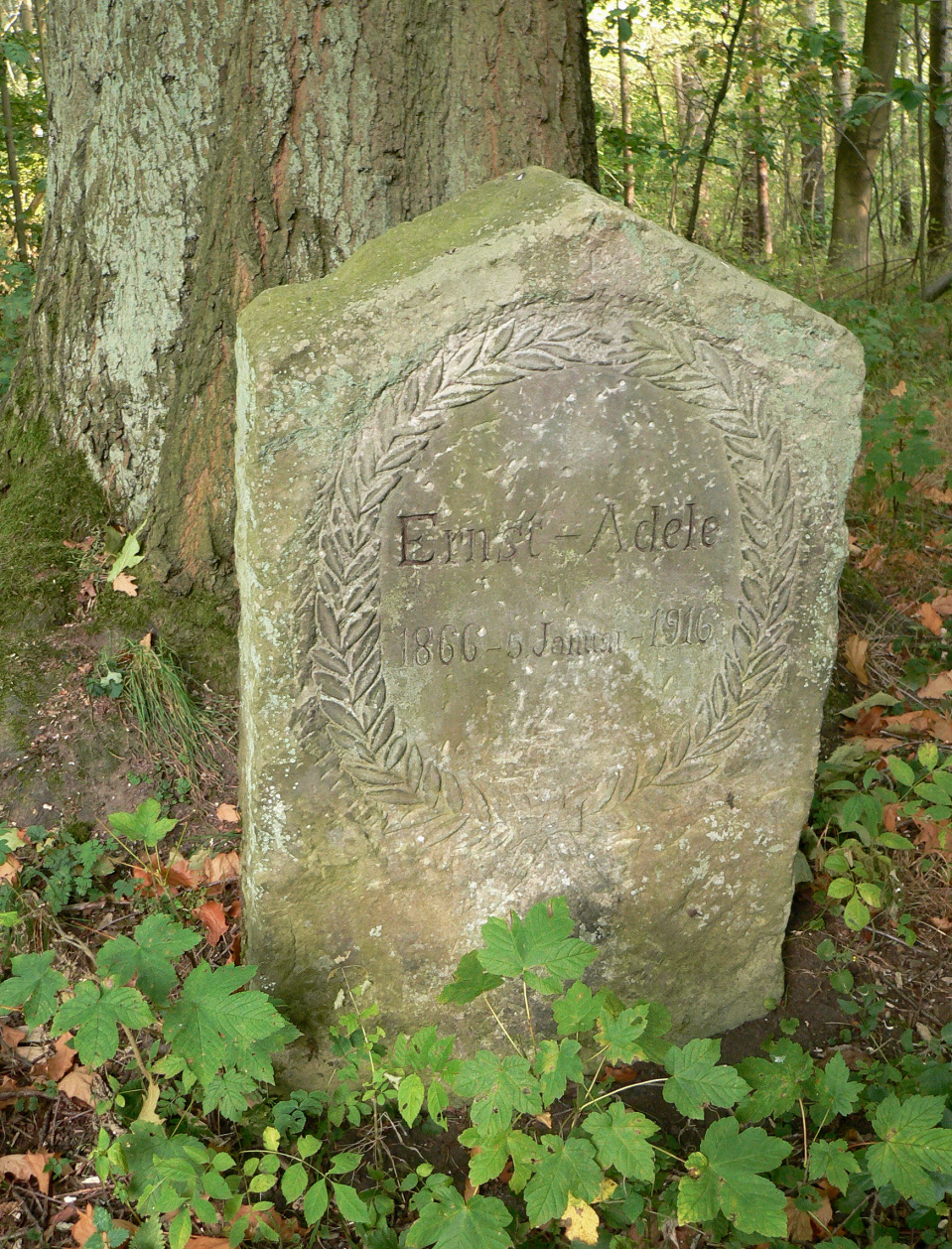
Ernst- und Adele-Stein am Kalkwerk in Bredenbeck
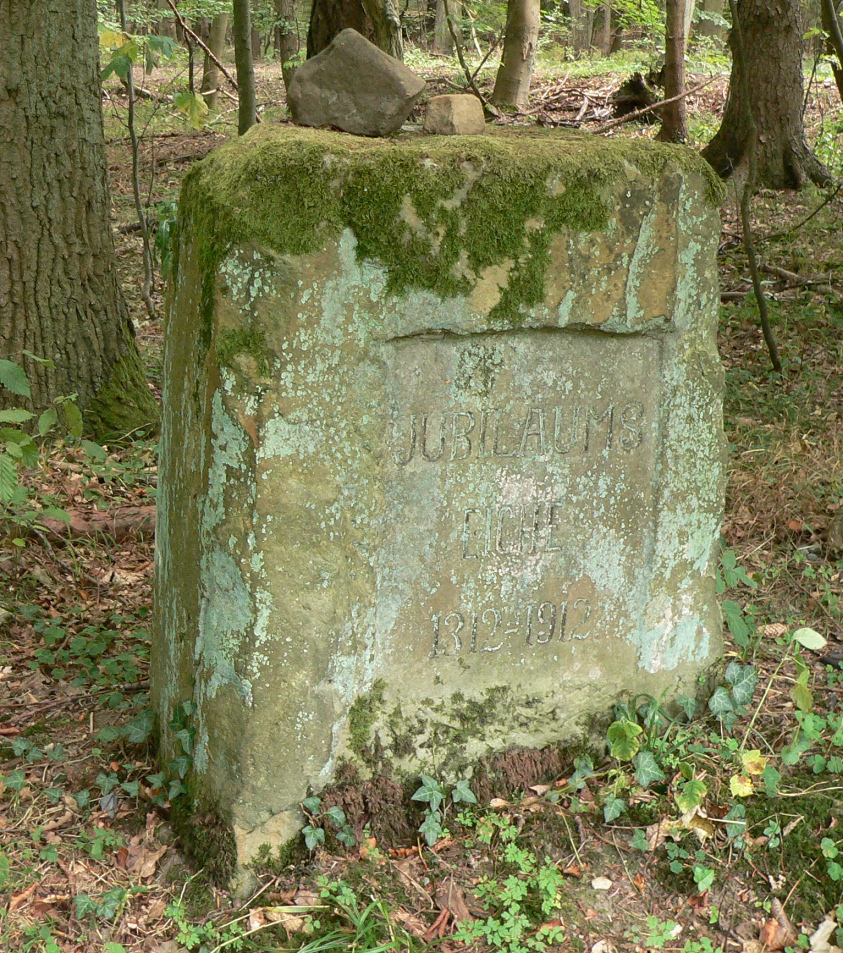
Jubiläumsstein am Frauenweg im Deister

## Marienstein
Unterhalb des Kammweges im Deister steht der Marienstein. Er wurde 1852 errichtet. Damals besuchten der hannoversche König Georg V. und seine Gattin Marie die Freiherren Knigge. An dem Platz, wo die Ausflugsgesellschaft ein Picknick hielt, wurde der Stein zu Ehren der Königin errichtet.

## Schulzestein
Der im Jahr 1916 errichtete Schulzestein dient dem Gedenken an Revierförster Friedrich Schulze (gest. 1913). Er hegte 1868–1910 den Knigge’schen Wald.

## Schnückestein
In der Nähe von Steinkrug bei Bredenbeck findet sich der Schnückestein. Inschrift: Dem treuen Pfleger unserer Forsten, dem Oberförster Richard Schnücke in dankbarer Erinnerung, die Freiherren Knigge. Schnücke bewohnte die Försterei auf dem Steinkrug. Er wirkte von 1908 bis 1921.

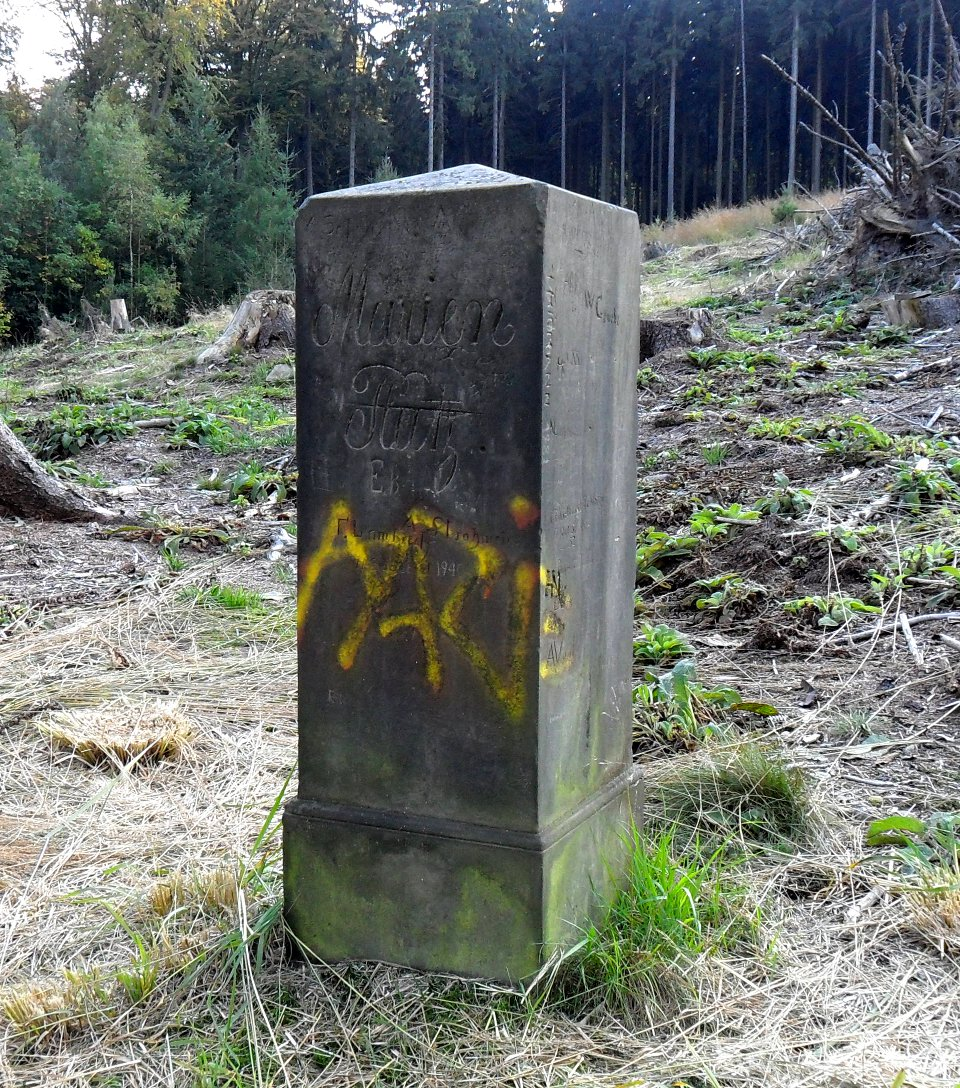
Marienstein im Deister
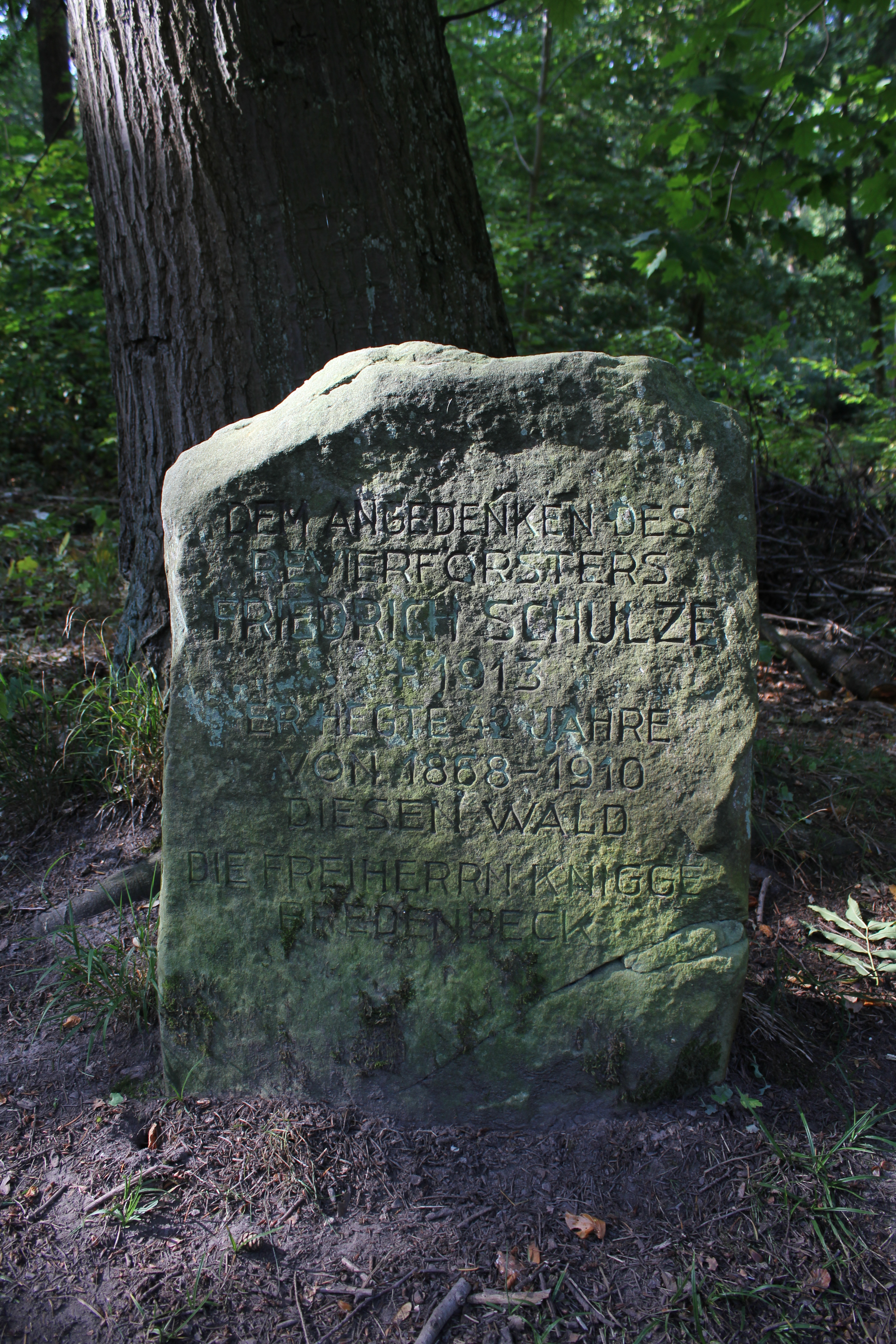
Schulzestein am Frauenweg im Deister
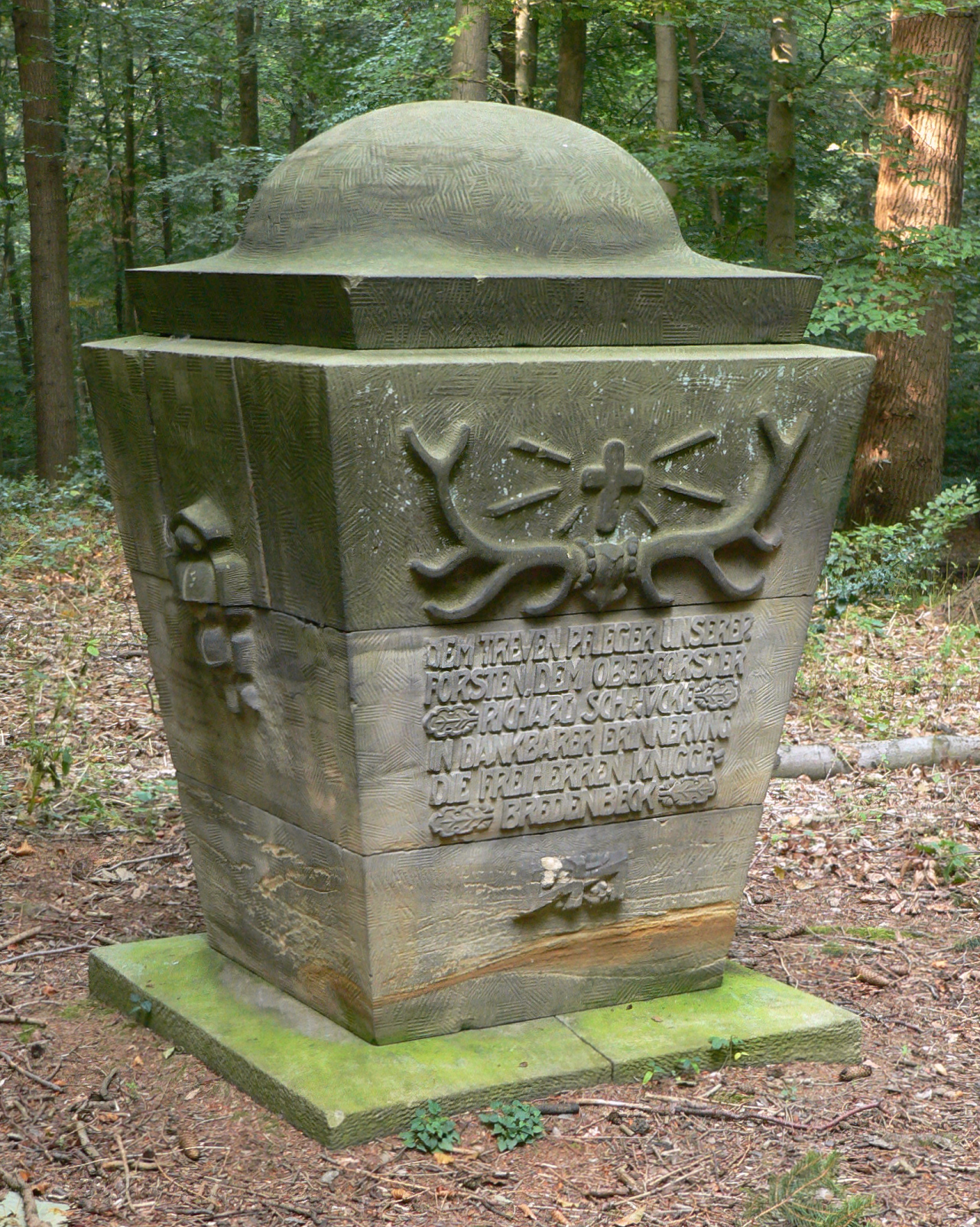
Schnückestein am Schwarzen Weg im Deister

## Sonstige Steine
In Bredenbeck gibt es weitere Steine, die jedoch nicht unter Denkmalschutz stehen. Diese führt Gewecke in seiner Ortschronik auf. Dazu gehört der August-Warnecke-Stein auf dem Sportplatz oder der Otto-Malis-Stein im Deister. Neueren Datums ist der Gedenkstein für Wilhelm Fricke.

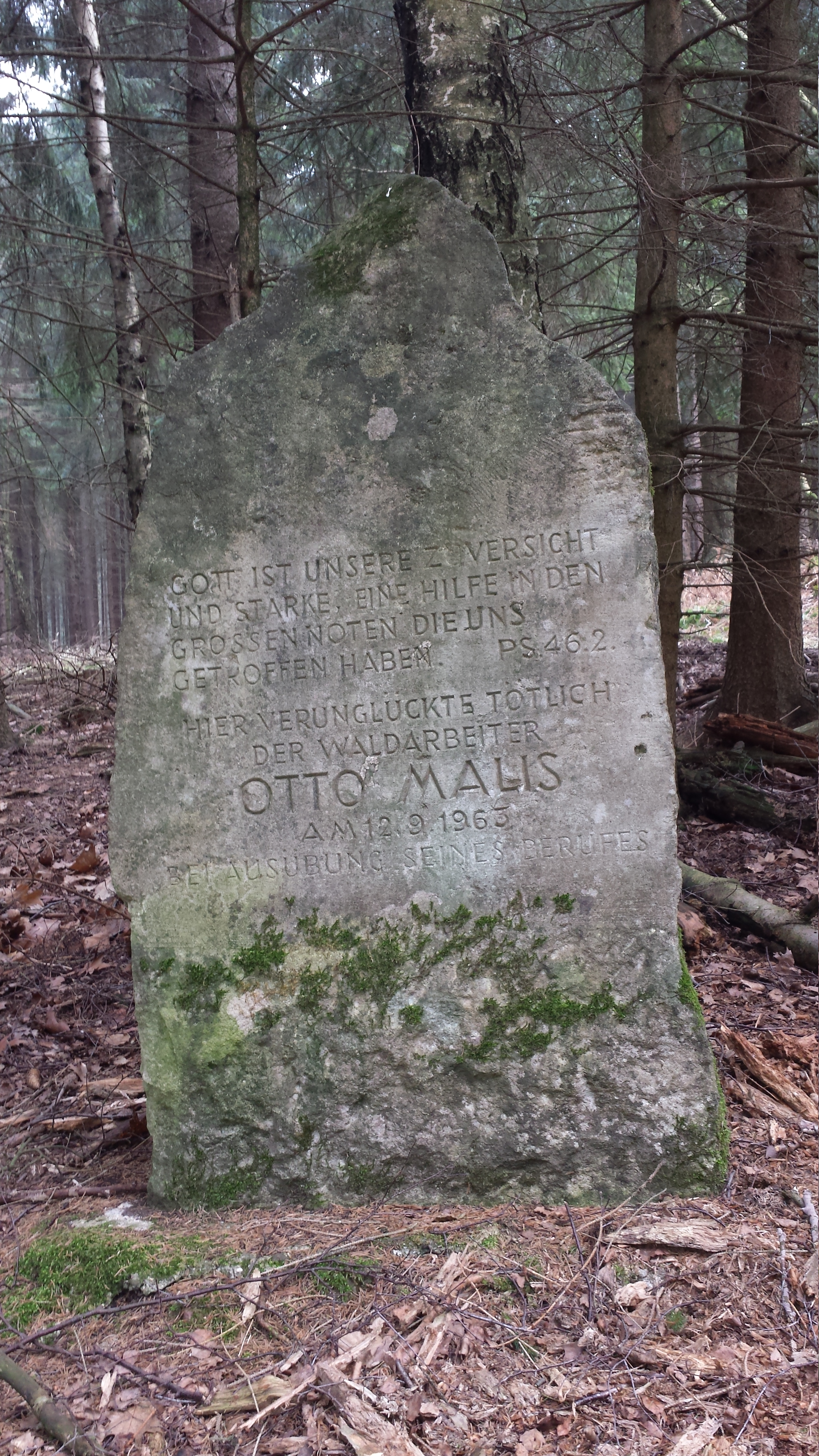
Gedenkstein Otto Malis
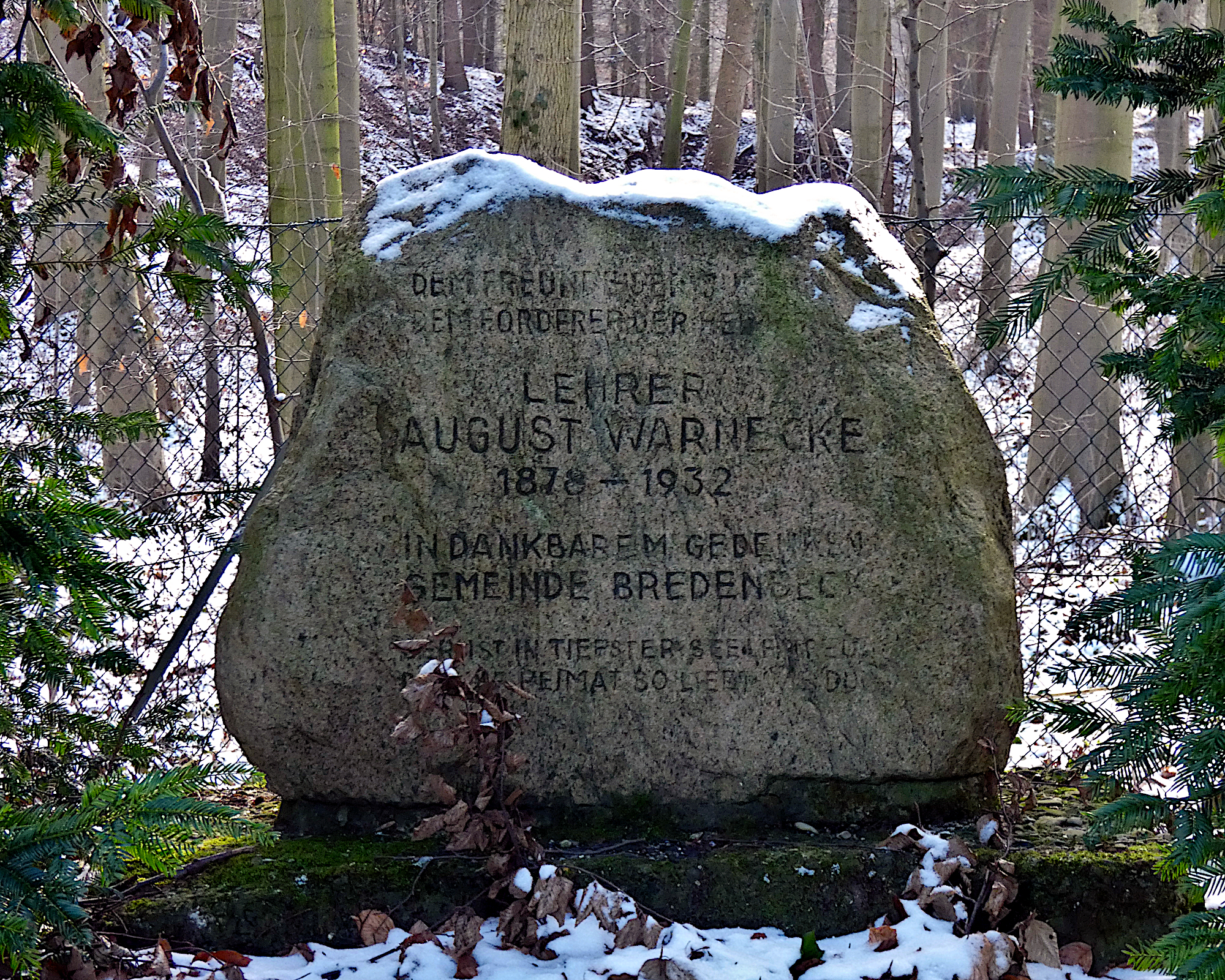
August-Warnecke-Stein am Sportplatz
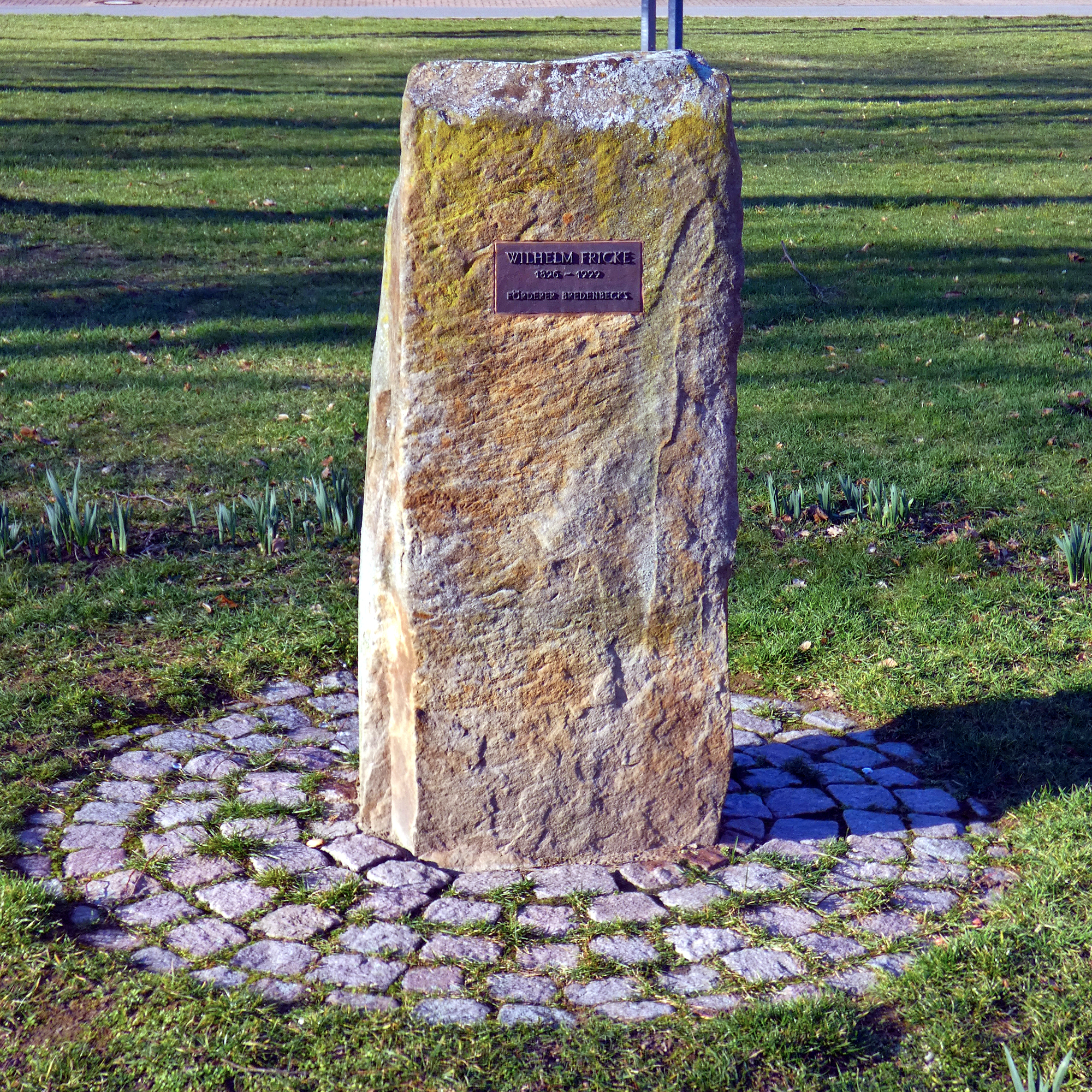
Wilhelm Fricke-Gedenkstein in Bredenbeck